# Camille Jourdy
Pour les articles homonymes, voir Jourdy.
Camille Jourdy, née en 1979 à Chenôve (Côte-d'Or), est une illustratrice, scénariste et autrice de bande dessinée française.

## Biographie
Camille Jourdy grandit à Dole dans le Jura dans une famille qui peint et pratique la gravure sur bois. Elle y reste jusqu'au baccalauréat.
En 2003, elle sort diplômée de l'École supérieure d’art d’Épinal, où elle écrit et réalise Une araignée, des tagliatelles et au lit, tu parles d'une vie ! C'est en participant à son premier salon du livre, au stand de l'École supérieure d’art d’Épinal, qu'elle montre la maquette de cette création à un petit éditeur (les éditions Drozophile), qui publie ce premier ouvrage en 2004. Grâce à la publication de ce livre, une proposition pour illustrer un album jeunesse arrive peu de temps après. Elle continue néanmoins sa formation à l'École supérieure des arts décoratifs de Strasbourg en option illustration et BD.
En 2005, elle reçoit son diplôme, après avoir présenté comme projet de fin d'études le début de Rosalie Blum[source insuffisante]. La réalisation de la trilogie Rosalie Blum lui demande quatre ans de travail (dont deux ans et demi pour faire les dessins des trois tomes), entrecoupés de divers travaux d'illustration. Lorsque paraît le dernier tome, en 2009, Camille Jourdy est récompensée par le prix RTL puis, en 2010, par le prix Révélation à Angoulême. En 2012, elle coscénarise le court-métrage d'animation Comme des lapins d'Osman Cerfon. Les droits de l'adaptation de la trilogie Rosalie Blum sont achetés par un producteur en 2013. Julien Rappeneau est le réalisateur du long métrage qui sort en salles en 2016 sous le même titre : Rosalie Blum.
Tout en continuant des travaux d'illustration et des albums jeunesse, Camille Jourdy revient au roman graphique en 2016 avec Juliette.
Depuis juillet 2006, Camille Jourdy vit et travaille à Lyon.
Elle publie en 2019 l'album Les Vermeilles. L'ouvrage est récompensé de la Pépite de la bande dessinée du Salon du livre et de la presse jeunesse de Montreuil, du Prix Jeunesse du festival d'Angoulême et d'une « mention » au prix BolognaRagazzi, prix international de la Foire du livre de jeunesse de Bologne, catégorie Comics - Middle Grade.
En 2020 elle signe avec Lolita Séchan l'album Cachée ou pas, j’arrive !, qui obtient à nouveau une « mention » au prix BolognaRagazzi, catégorie Comics - Early Reader.

## Ouvrages

### Auteure et illustratrice

#### Bande dessinée
- Une araignée, des tagliatelles et au lit, tu parles d'une vie !, Éd. Drozophile, Quiquandquoi, 2004 (ISBN 978-2-940275-33-5).
- Peau d'ours, Éd. Drozophile, 2006  (ISBN 2-940275-33-5).
- Séraphine, ou le charme incertain, Éd. Drozophile, 2006  (ISBN 2-940275-25-4).
- Rosalie Blum, Actes Sud BD :

1. Une impression de déjà-vu, 2007.
2. Haut les mains, peau de lapin !, 2008.
3. Au hasard Balthazar !, 2009.
  - Rosalie Blum (coffret), 2009  (ISBN 978-2-7427-8752-4).
  - Rosalie Blum (version intégrale), 2016  (ISBN 978-2-330-05750-3).

- Juliette, Actes Sud BD, 2016  (ISBN 978-2-330-05751-0).
- Les Vermeilles, Actes Sud BD, 2019.
- Lolita Séchan et Camille Jourdy, Cachée ou pas, j’arrive, Actes Sud, 2020 (ISBN 978-2-330-13015-2).
- Pépin et Olivia, "Les Ondines", Éditions Dupuis, 2023  (ISBN 979-1-0347-6316-0).

#### Albums jeunesse
- Sophie la pie, Éd. Edigroup, 2005.
- Les Animaux de la savane, Éd. Albin Michel, 2013.
- Les Animaux de la ferme, Éd. Albin Michel, 2013.
- Les Animaux de la banquise, Éd. Albin Michel, 2013.
- Les Animaux de la forêt, Éd. Albin Michel, 2013.
- Mes premières chansons mimées, Éd. Gründ, 2015.
- Le vaillant petit tailleur, Éd. Milan, 2016.
- C'est pas du gâteau, Éd. Actes Sud Jeunesse, 2016.
- Le Noël de la grande famille, coédition Albin Michel et Moulin Roty, 2017.

### Illustratrice
- Le Déménagement, texte de Clémence Lafarge, Éd. Adam Biro Jeunesse, 2004.
- L'été où j'ai grandi, écrit par Jo Hoestlandt, Éd. Actes Sud Junior, 2006.
- Léopold, chien de divan, avec Davide Cali, Éditions Sarbacane, 2007.
- La Danse de l'éléphante, Jo Hoestlandt, Éd. Actes Sud Junior, 2010.
- Le Petit Prinche, Alice Brière-Haquet, Éd. P'tit Glénat, 2010.
- La Reine maigre, pièce de théâtre écrite par Jean-Claude Grumberg, Éd. Actes Sud Papiers, 2012.
- Mon grand livre des chansons mimées et jeux de doigts, textes de Raphaelle Michaud et Sophie Rohrbach, Éd. Gründ, 2015.
- L'Apprenti pirate, Agnès Laroche, Éd. Milan, 2015.
- Bande de zazous, écrit par Guillaume Nail, Éd.du Rouergue, coll. « Dacodac », 2017.
- Truffe et Machin, avec Émile Cucherousset, Éd. MeMo, coll. « Petite Polynie », 2018.
- Solaire, écrit par Fanny Chartres, Éd. L'École des loisirs, 2018.

Ouvrages collectifs
- Les Autres gens, collectif, 2014

Épisode 336 : C’est pas comme si on avait le choix, avec Thomas Cadene.
- Douce France, collectif, Éd. Milan et demi, 2017

Dole (Jura) avec les textes de Joël Collado et Camille Babeau.

## Autres travaux d'illustration
- Livret distribué aux enfants lors des journées particulières/ Journées portes ouvertes des ateliers Vuitton, Juillet 2013.
- Illustration pour le musée de l'image d’Épinal, novembre 2013[15].
- Série d'illustrations destinées à être reproduites sur des jeux de Moulin Roty, 2013.
- Visuel pour les 30 ans de la médiathèque de St-Priest en France, 2017[16].
- Pochette du vinyle 45 tours de la musique du film Cornélius le meunier hurlant, Bigwax, 2018.
- Visuel pour les 10 ans de la médiathèque de Brindas dans le Rhône, 2022.

## Distinctions
- 2009 :
  - Prix Sheriff d'or de la librairie Esprit BD pour Rosalie Blum.
  - Grand prix RTL de la bande dessinée pour Rosalie Blum[17].
- 2010 : prix révélation du festival d'Angoulême pour Rosalie Blum, tome 3 : Au hasard Balthazar !.
- 2011 :  Prix Libbylit[18], catégorie Roman junior, pour La Danse de l'éléphante qu'elle a illustré, sur un texte de Jo Hoestlandt.
- 2016 :  Finaliste Prix Bédélys Monde[19] pour Juliette.
- 2019 : Pépite de la Bande dessinée[11] du Salon du livre et de la presse jeunesse de Montreuil, pour Les Vermeilles.
- 2020 : 
  - Prix Jeunesse du festival d'Angoulême pour Les Vermeilles[12].
  -  "Mention" au Prix BolognaRagazzi, catégorie Comics - Middle Grade[13], Foire du livre de jeunesse de Bologne  pour Les Vermeilles.
- 2021 :  "Mention" au Prix BolognaRagazzi, catégorie Comics - Early Reader[14], Foire du livre de jeunesse de Bologne  pour Cachée ou pas j’arrive !, avec Lolita Séchan.

## Adaptation de son œuvre au cinéma
- 2015 : Rosalie Blum, adapté de sa bande dessinée éponyme, réalisé par Julien Rappeneau.
- 2024 : Juliette au printemps, adapté de sa bande dessinée Juliette, réalisé par Blandine Lenoir.